# Душелан
Душелан (рос. Душелан) — село Баргузинського району, Бурятії Росії. Входить до складу Сільського поселення Уринське.
Населення — 171 особа (2015 рік).